# Wilhelm Grönemeyer
Wilhelm Grönemeyer (* 1899 in Osnabrück; † 1983) war ein deutscher Ingenieur.

## Leben
Er war seit 1922 beim RWE beschäftigt und Direktor des Kraftwerks Dettingen, das von der RWE, Betriebsverwaltung Dettingen am Main, betrieben wurde. Er veröffentlichte neben seiner Promotion Über die Austragsfähigkeit von Bohrspülungen und ihre Abhängigkeit von der Spülungstemperatur und der Rotation des Gestänges aus dem Jahr 1954 verschiedene Fachbeiträge.

## Auszeichnungen
Im Jahr 1968 wurde Grönemeyer das Bundesverdienstkreuz 1. Klasse verliehen. Nach ihm wurde in Kahl am Main und Karlstein am Main eine Straße benannt.

## Publikationen (Auswahl)
- Ein Beitrag zur Anwendung kalkbasischer Spülung, Goslar 1955.
- Die Technik des Turbinenbohrens, Goslar 1956.
- Aus der Geschichte der RWE-Betriebsverwaltung Dettingen und ihrer Vorgängerin der »Gewerkschaft Gustav«, In: Unser Kahlgund 1966, S. 134–143